# Козік Едуард Сергійович
Едуард Сергійович Козік (нар. 19 квітня 2003, с. Грудки, Волинська область, Україна) — український футболіст, центральний захисник донецького «Шахтаря», який грає за ковалівський «Колос» на правах оренди. Учасник молодіжного чемпіонату Європи 2025 у складі молодіжної збірної України.

## Клубна кар'єра
Народився в селі с. Грудки Волонської області. Футболом розпочав займатися у сусідньому «ВІК-Волині» (Володимир), а згодом перебрався до академії «Шахтаря», у футболці яких грав у ДЮФЛУ.
Виступав за юнацьку та молодіжну команду «гірників». В Юнацькій лізі УЄФА дебютував 18 вересня 2019 року в програному (1:3) домашньому поєдинку 1-го туру групового етапу проти «Манчестер Сіті». Едуард вишов на поле в стартовому складі та відіграв увесь матч, а на 26-й хвилині відзначився автоголом. Загалом у Юнацькій лізі УЄФА провів 12 поєдинків. У січні 2022 року відправився на перегляд у «Маріуполь», за результами якого 23 лютого 2023 року уклав орендний договір з «моряками». Проте через повномасштабне російське вторгнення в Україну так і не встиг зіграти жодного офіційного матчу за «Маріуполь».
У футболці першої команди «Шахтаря» дебютував 26 липня 2022 року в програному (1:3) виїзному товариському поєдинку проти амстердамського «Аякса». Едуард вийшов на поле в стартовому складі, а на 63-й хвилині його замінив Роман Савченко. Вперше до заявки «Шахтаря» на Лігу чемпіонів УЄФА 6 вересня 2022 року, в переможному (4:1) виїзному поєдинку 1-го туру проти «РБ Лейпциг». Козік просидів усі 90 хвилин на лаві запасних.
У футболці першої команди «гірників» дебютував 5 листопада 2023 року в переможному (3:0) домашньому поєдинку 11-го туру Прем'єр-ліги України проти петрівського «Інгульця». Едуард вийшов на поле на 82-й хвилині замість Валерія Бондаря.
В лютому 2024 року відправився в оренду в першолігові «Карпати» до 30 червня

## Кар'єра в збірній
Виступав за юнацькі збірні України різних вікових категорій.

## Досягнення
«Шахтар» (Донецьк)
- Прем'єр-ліга України
  -  Чемпіон: 2022/23